# 信托投资公司
信托投资公司是以受托人身份从事信托投资的一类金融企业法人。在中华人民共和国法律体系，信托业的公司一般不称国际上通行的“信托公司”，而是称作“信托投资公司”，强调其以自有资金独立投资的侧面。信托投资公司现行的主营业务限于信托、投资、和其他代理业务，少数确属需要的经中国人民银行批准可以兼营租赁、证券业务和发行一年以内的专项信托受益债券，用于进行有特定对象的贷款和投资，但不准办理银行存款业务。。
在中华人民共和国法律体系，信托投资公司运营的现行法律法规依据是2007年3月1日实施的中国银监会发布的《信托公司管理办法》和《信托公司集合资金信托计划管理办法》。

## 主营业务
- 动产、不动产、知识产权信托
- 资金信托业务
- 投资基金业务
- 企业资产的重组、购并，及项目融资、公司理财、企业财务顾问等中介业务
- 国债、政策性银行债券、企业债券等承销业务
- 代理财产的管理、运用和处分
- 代保管业务
- 信用见证、资信调查及经济咨询业务
- 以自有资产为他人提供担保
- 受托经营公益信托
- 中国人民银行批准的其他业务

## 历史
中国改革开放开始后，信托业大起大落，经历了六、七次的泡沫——整顿的循环。
1981年信托投资公司大量设立，中国人民银行各地分支行大办信托公司，1982年底全国各类信托机构有620多家。1982年4月国务院《关于整顿国内信托投资业务和加强更新改造资金管理的通知》国发（82）61号文件，将计划外信托投资纳入计划内管理。这是信托业进行了第一次整顿。1983年1月，中国人民银行总行颁布了《关于人民银行办理信托业务的若干规定》。
1984年后，信托投资公司数量暴增。1985年出台多个文件，明确信托公司经营范围和资金来源渠道；中国人民银行于1986年4月26日颁布《金融信托投资机构管理暂行规定》(86)银发字第97号，信托业进行了第二次整顿。
1988年底，全国信托投资机构数量达到上千家，在当时经济过热、物价飞涨背景下，对信托业第三次整顿。745家信托公司整顿为1990年的339家。
1992年邓小平南巡讲话后，中国经济进入新一轮暴增周期。1995年以光大国投为开端，对信托业第四次整顿，392家信托公司变成1996年的244家。确立了银行与信托分业经营的原则。
1997年亚洲金融危机后，东亚东南亚银根紧缩、经营困难，导致国内大批国际信托投资公司资金链断裂、不能支付到期利息，信用破产。从1998年关闭广国投起，开始第五次信托业整顿，大批信托投资公司被中国人民银行行政指令清盘整顿，停止金融业务；239家信托公司最后将大约保留下56家。海南省八家信托投资公司全部停业整顿。1999年3月，国务院第12号文件启动中国信托业第五次整顿。2000年代前期，一批省、市所属信托投资公司经人民法院宣告破产，债权人收回的偿债比例在百分之十几，损失惨重。中国的信托业进入了长达十年的萧条期。
2001年1月10日，中国人民银行颁布《信托投资公司管理办法》。2001年10月1日，《中华人民共和国信托法》开始实施。2002年7月18日，中国人民银行颁布《信托投资公司资金信托管理暂行办法》实施。
2002年4月，根据《国务院办公厅转发中国人民银行整顿信托投资公司方案的通知》（国办发〔1999〕12号）和中国人民银行《关于进一步做好信托投资公司整顿工作的通知》（银发〔2000〕389号）的要求，所有信托投资公司整顿并重新向中国人民银行登记，共计登记69家。市级信托投资公司一般不再以地名作为公司名。
2007年3月1日实施中国银监会的《两规》后，信托投资公司合规更名为信托有限公司；多数幸存的信托投资公司被央企购并。这是信托业第六次整顿。此后至今，信托业进入新的爆发式增长期。

## 著名的信托投资公司
- 广东国际信托投资公司：中国大陆最大规模的信托投资公司破产案。1998年10月6日，中国人民银行发布公告关闭广东国投。存款50万元以下的自然人的债务本金（利息全部损失）委托中国银行偿还外，存款50万元以上的自然人和境内境外机构投资者的全部债务将根据广东省高级人民法院对广东国投的清算结果按比例偿还，国内首次将金融风险完全转嫁给投资者承担。
- 中国国际信托投资公司：中国最大、最富盛名的信托投资公司，国有企业。现在中信集团的信托公司为中信信托有限责任公司。
- 贵州省国际信托投资公司：1991年9 月9日成立。
- 海南国际信托投资公司：2007年7月10日及10月，海南国投两次未能支付其发行的总额140亿日元的为期7年的武士债的到期利息。
- 山东省国际信托投资公司：1987年3月成立，2002年8月重新登记，2007年6月，更名为山东省国际信托有限公司。
- 福建国际信托投资公司：2001年12月29日，中国人民银行宣告撤销闽国投，收缴该公司的《金融机构法人许可证》，并自公告之日起，停止其一切金融业务活动。
- 天津国际信托投资公司：2000年12月、2001年6月，天津国投两次延期支付本金为125亿日元的武士债当期利息。
- 中国光大国际信托投资公司：1996年，光大国投因炒作期汇、投资“烂尾”工程等导致严重亏损，债务违约，中国人民银行充当最后贷款人角色对其注资解困。1997年开始，中国人民银行对光大国投清理整顿，其业务停顿。2002年1月24日，中国人民银行公告撤销光大国投。
- 中银信托投资公司：1988年6月成立。1995年10月5日中国人民银行宣告，因中银信托存在违法经营、经营管理混乱、资产质量差等问题，对其接管为期1年。自1996年10月6日起中银信托投资公司的债权债务由广东发展银行承接。为偿付中银信托债务，广发行实际拿出的资金远不止表内摊销的20个亿，而是高达40个亿。[3]作为补偿，广东发展银行获准在北京等外地开办分行。
- 中国农业发展信托投资公司（中农信）：1988年经国务院批准设立，其股东是财政部、国有银行和大国有企业，注册资本5亿元；1991年6月直属国家计委；1993年10月归属农业部。到1996年11月，122亿元到期债务违约。根据国务院的决定，中国人民银行于1997年1月4日撤销中农信，由中国建设银行托管其债权债务。自然人和境外的债务由中国建设银行负责偿还；境内法人的债务将根据中农信的清算结果按比例偿还，这是国内首次将金融风险转嫁给了境内机构投资者。

## 信托投资公司信托资产排名
经过数次清理整顿以及法律的修订，现今中国大陆拥有信托公司66家，主营业务也从粗放的类信贷业务转向了全面资产管理。
| 排名 | 名称 | 2012年12月31日 信托资产（亿元） | 2011年12月31日 信托资产（亿元） | 同比增长 |
| ---- | --- | ------------------------------- | ------------------------------- | -------- |
| 1    | 中信信托有限责任公司 （现属中信集团） | 59,134,914.18                   | 39,996,931.91                   | 47.85%   |
| 2    | 建信信托有限责任公司 （前身合肥市信托投资公司） （现属中国建设银行）                                                                         | 35,007,667.25                   | 19,072,621.31                   | 83.55%   |
| 3    | 兴业国际信托有限公司 （现属兴业银行） | 33,604,933.68                   | 15,077,742.30                   | 122.88%  |
| 4    | 中融国际信托有限公司 （前身哈尔滨市信托投资公司） 属于中国恒天集团有限公司                                                                   | 29,948,632.19                   | 17,416,867.09                   | 71.95%   |
| 5    | 中诚信托有限责任公司 （前身中煤信托投资有限责任公司） （现属中国人保集团）                                                                   | 27,136,745.55                   | 20,381,634.68                   | 33.14%   |
| 6    | 长安国际信托股份有限公司 （前身西安市国际信托投资公司）                                                                                      | 21,868,194.55                   | 8,136,810.27                    | 168.76%  |
| 7    | 中国对外经济贸易信托有限公司 （现属中化集团）                                                                                                | 21,518,617.76                   | 23,877,516.06                   | -9.88%   |
| 8    | 华宝信托有限责任公司 （前身舟山市信托投资公司） 现属宝钢集团                                                                                 | 21,253,160.62                   | 18,464,254.47                   | 15.10%   |
| 9    | 平安信托投资有限责任公司 （现属中国平安保险）                                                                                                | 21,202,472.76                   | 19,621,680.41                   | 8.06%    |
| 10   | 英大国际信托有限责任公司 （前身济南市国际信托投资公司） 现属国家电网                                                                         | 20,228,460.50                   | 19,121,712.55                   | 5.79%    |
| 11   | 华润深国投信托有限公司 （前身深圳市国际信托投资公司） 现属华润集团                                                                           | 18,651,922.24                   | 12,640,244.71                   | 47.56%   |
| 12   | 华能贵诚信托有限公司 （前身贵州省国际信托投资公司） 现属华能集团                                                                             | 17,363,029.67                   | 9,335,052.35                    | 86.00%   |
| 13   | 广东粤财信托有限公司 现属广东省财政厅 | 16,550,157.40                   | 17,761,411.14                   | -6.82%   |
| 14   | 北方国际信托股份有限公司 （前身天津经济技术开发区信托投资公司） 现属天津市政府                                                               | 16,061,876.56                   | 6,814,986.14                    | 135.68%  |
| 15   | 交银国际信托有限公司 （前身湖北省国际信托投资公司） 现属交通银行                                                                             | 15,795,038.32                   | 7,476,714.63                    | 111.26%  |
| 16   | 中航信托股份有限公司 （前身中国农业银行江西省信托投资公司） 现属中国航空工业集团公司与中航技                                                 | 13,954,696.21                   | 7,847,394.75                    | 77.83%   |
| 17   | 四川信托有限公司 （前身四川省信托投资公司） 由民营的四川宏达（集团）有限公司控股                                                             | 13,678,110.98                   | 7,060,494.76                    | 93.73%   |
| 18   | 中江国际信托股份有限公司 （前身江西省国际信托投资公司、江西省发展信托投资股份有限公司、江西赣州地区信托投资公司新设合并） 现属江西省人民政府 | 13,613,251.96                   | 10,269,044.49                   | 32.57%   |
| 19   | 新时代信托股份有限公司 （前身包头市信托投资公司） 现由肖建华的“明天系”控股的新时代远景投资有限公司控股                                       | 12,653,983.53                   | 5,627,408.61                    | 124.86%  |
| 20   | 中海信托股份有限公司 （前身中信上海信托投资公司） 现属中海油                                                                                 | 12,584,697.56                   | 15,020,875.92                   | -16.22%  |
| 21   | 中粮信托有限责任公司 （前身宁夏伊斯兰国际信托投资有限公司、宁夏回族自治区信托投资公司、银川市信托投资公司合并重组） 现属中海油               | 12,399,722.49                   | 3,647,790.28                    | 239.92%  |
| 22   | 北京国际信托有限公司 （前身北京国际信托投资公司） 现国有独资                                                                                 | 12,363,349.62                   | 10,882,506.35                   | 13.61%   |
| 23   | 上海国际信托有限公司 （前身上海国际信托投资有限公司） 国有的上海国际集团有限公司控股                                                         | 12,028,615.50                   | 7,734,412.85                    | 55.52%   |
| 24   | 五矿国际信托有限公司 （前身青海庆泰信托投资有限责任公司） 现属五矿集团                                                                       | 12,001,614.50                   | 3,692,694.40                    | 225.01%  |
| 25   | 国投信托有限公司 （前身沈阳市信托投资公司） 现属国家开发投资公司                                                                             | 11,829,947.01                   | 3,857,548.67                    | 206.67%  |
| 26   | 安徽国元信托有限责任公司 （前身安徽省国际信托投资公司和原安徽省信托投资公司合并重组） 现属安徽省国有独资的国元集团控股                       | 11,409,304.15                   | 6,535,748.09                    | 74.57%   |
| 27   | 厦门国际信托投资公司 （前身厦门国际信托投资公司和原厦门建发信托投资公司合并） 现属国有的厦门建发集团和厦门港集团                             | 11,290,726.00                   | 7,172,582.00                    | 57.42%   |
| 28   | 中铁信托有限责任公司 （前身成都工商信托投资有限责任公司、成都市金通信托投资公司合并） 现属中铁集团                                           | 10,564,320                      | 4,258,870                       | 148.05%  |
| 29   | 中国金谷国际信托有限责任公司 （前身为全国妇联的中国金谷国际信托投资（有限）公司） 现属信达资产管理公司                                       | 10,183,453.45                   | 7,240,594.97                    | 40.64%   |
| 30   | 陕西省国际信托股份有限公司 （前身陕西省国际信托投资股份有限公司） 现在深交所上市， 陕西省高速公路建设集团公司控股                            | 10,111,598.96                   | 5,048,429.63                    | 100.29%  |
| 31   | 渤海国际信托有限公司 （前身为河北省国际信托投资公司） 现属海航集团                                                                           | 10,035,614.06                   | 10,695,935.28                   | -6.17%   |
| 32   | 新华信托股份有限公司 （前身为中国工商银行重庆信托投资公司） 由国家有关部委和部分省市政府投资公司共同出资的深圳新产业投资股份有限公司控股     | 9,430,813.28                    | 6,939,968.44                    | 35.89%   |
| 33   | 昆仑信托有限责任公司 （前身为中国工商银行宁波市信托投资公司） 现属中石油                                                                     | 9,379,750.21                    | 6,450,504.76                    | 45.41%   |
| 34   | 华鑫国际信托有限公司 （前身佛山国际信托投资公司） 现属中国华电集团                                                                           | 8,557,284.10                    | 5,579,013.00                    | 53.38%   |
| 35   | 中原信托有限公司 （前身为河南省人民政府的中原信托投资公司） 最终实际控制人为河南省人民政府                                                   | 8,036,453.66                    | 4,992,140.37                    | 60.98%   |
| 36   | 甘肃省信托有限公司 （前身为甘肃省信托投资公司） 光大集团控股                                                                                 | 7,963,141.59                    | 2,588,228.91                    | 207.67%  |
| 37   | 云南国际信托有限公司 （前身为云南省国际信托投资公司） 最终实际控制人为“涌金系”关联企业                                                       | 7,801,550.52                    | 1,447,634.09                    | 438.92%  |
| 38   | 江苏省国际信托有限责任公司 （前身为江苏省国际信托投资公司） 最终控制人为江苏省人民政府                                                       | 7,616,229.95                    | 5,179,312.76                    | 47.05%   |
| 39   | 方正东亚信托有限责任公司 （前身为武汉国际信托投资公司） 现北大方正集团控股                                                                   | 7,315,908.21                    | 4,228,328.49                    | 73.02%   |
| 40   | 百瑞信托有限责任公司 （前身为郑州信托投资公司） 中电投控股                                                                                   | 7,315,577.77                    | 4,030,842.05                    | 81.49%   |
| 41   | 华融国际信托有限责任公司 （前身为新疆国际信托投资公司） 现属中国华融资产管理公司                                                             | 7,101,772.58                    | 4,811,167.33                    | 47.61%   |
| 42   | 天津信托有限责任公司 （前身为中国人民银行天津市信托投资公司） 天津市人民政府实际控股93%以上                                                  | 6,884,009.00                    | 3,891,462.50                    | 76.90%   |
| 43   | 重庆国际信托有限公司 （前身为重庆国际信托投资公司）                                                                                          | 6,376,362.19                    | 5,090,035.67                    | 25.27%   |
| 44   | 西藏信托有限公司 （前身为西藏信托投资公司） 国有独资                                                                                         | 5,850,950.01                    | 1,829,449.83                    | 219.82%  |
| 45   | 大连华信信托股份有限公司 （前身为中国人民银行大连市信托投资公司） 华信汇通集团有限公司控股                                                   | 5,643,939.78                    | 4,285,326.18                    | 31.70%   |
| 46   | 湖南省信托有限责任公司 （前身为湖南省信托投资公司） 属于湖南省人民政府                                                                       | 5,147,230.00                    | 2,725,771.00                    | 88.84%   |
| 47   | 山西信托股份有限公司 （前身为山西省信托投资公司） 属于山西省人民政府                                                                         | 4,785,063.37                    | 2,741,844.10                    | 74.52%   |
| 48   | 安信信托投资股份有限公司 （前身为鞍山市信托投资公司） 上交所上市，上海国之杰投资公司控股                                                     | 4,603,602.00                    | 2,542,782.73                    | 81.05%   |
| 49   | 吉林省信托投资有限责任公司 （前身为吉林省信托投资公司） 属于吉林省财政厅                                                                     | 4,498,578.75                    | 6,308,676.74                    | -28.69%  |
| 50   | 中投信托有限责任公司 （前身为浙江省国际信托投资公司） 属于中国投资有限责任公司，为建银投资的全资子公司                                       | 4,387,386.57                    | 2,745,980.58                    | 59.77%   |
| 51   | 东莞信托有限公司 （前身为东莞市信托投资公司） 市属国有控股                                                                                   | 3,239,928.05                    | 2,430,032.39                    | 33.33%   |
| 52   | 中泰信托有限责任公司 （前身为中国农业银行厦门信托投资公司） 第一大股东实际控制人为《人民日报》社                                             | 3,162,146.21                    | 1,084,852.64                    | 191.48%  |
| 53   | 苏州信托有限公司 （前身为苏州市信托投资公司） 苏州市人民政府控股                                                                             | 3,119,891.34                    | 2,169,330.73                    | 43.82%   |
| 54   | 国联信托股份有限公司 （前身为无锡市信托投资公司） 无锡市人民政府控股                                                                         | 3,091,361.00                    | 2,241,827.00                    | 37.89%   |
| 55   | 大业信托有限责任公司 （前身为广州科技信托投资公司） 第一大股东中国东方资产管理公司                                                           | 2,991,896.88                    | 1,620,407.45                    | 84.64%   |
| 56   | 陆家嘴信托有限责任公司 （前身为喀什信托投资有限公司） 上海陆家嘴金融发展有限公司控股                                                         | 2,772,770.43                    | --                              | --       |
| 57   | 上海爱建信托投资有限责任公司 （前身为全国首家民营金融机构：上海爱建金融信托投资公司） 上交所上市                                             | 2,320,716.61                    | 1,204,975.90                    | 92.59%   |
| 58   | 紫金信托有限责任公司 （前身为南京市信托投资公司） 南京市人民政府控股                                                                         | 2,298,539.20                    | 1,181,691.00                    | 94.51%   |
| 59   | 华澳国际信托有限公司 （前身为昆明国际信托投资公司） 第一大股东国家开发投资公司                                                               | 1,868,742                       | 1,602,409                       | 16.62%   |
| 60   | 华宸信托有限责任公司 （前身为内蒙古信托投资公司） 第一大股东包钢                                                                             | 1,650,121.06                    | 1,539,373.69                    | 7.19%    |
| 61   | 杭州工商信托股份有限公司 （前身为中国工商银行浙江省信托投资公司） 鲁冠球的万向集团控股，更名为万向信托                                       | 1,483,694.00                    | 1,074,727.00                    | 38.05%   |
| 62   | 浙商金汇信托股份有限公司 （前身为金华市信托投资股份有限公司，后为金信信托投资股份有限公司） 省属国有控股                                     | 1,037,269.74                    | 33,706.90                       | 2977.32% |
| 63   | 国民信托有限公司 （前身为中国建设银行浙江省信托投资公司） 属于香港郑裕彤家族的新世界發展集團                                                 | 607,934.53                      | 438,215.86                      | 38.73%   |
| 64   | 山东省国际信托有限公司 （前身为山东省国际信托投资公司）                                                                                      | 301,113.94                      | 324,912.48                      | -7.32%   |
| 65   | 新疆长城新盛信托有限责任公司 （前身为伊犁哈萨克自治州信托投资公司） 中国长城资产管理公司、新疆生产建设兵团并列第一大股东                     | 260,294.77                      | --                              | --       |
| --   | 西部信托有限公司 （前身为陕西信托投资有限公司和陕西省西北信托投资有限公司合并重组） 股东为陕西省地方企业                                     | --                              | --                              | --       |